# فريدريك كورت فيدلر
فريدريك كورت فيدلر (بالألمانية: Friedrich Kurt Fiedler)‏ هو مصمم جرافيك ألماني، ولد في 8 مارس 1894 في Eichbusch ‏ في ألمانيا، وتوفي في 11 نوفمبر 1950 في درسدن في ألمانيا.

## معرض صور

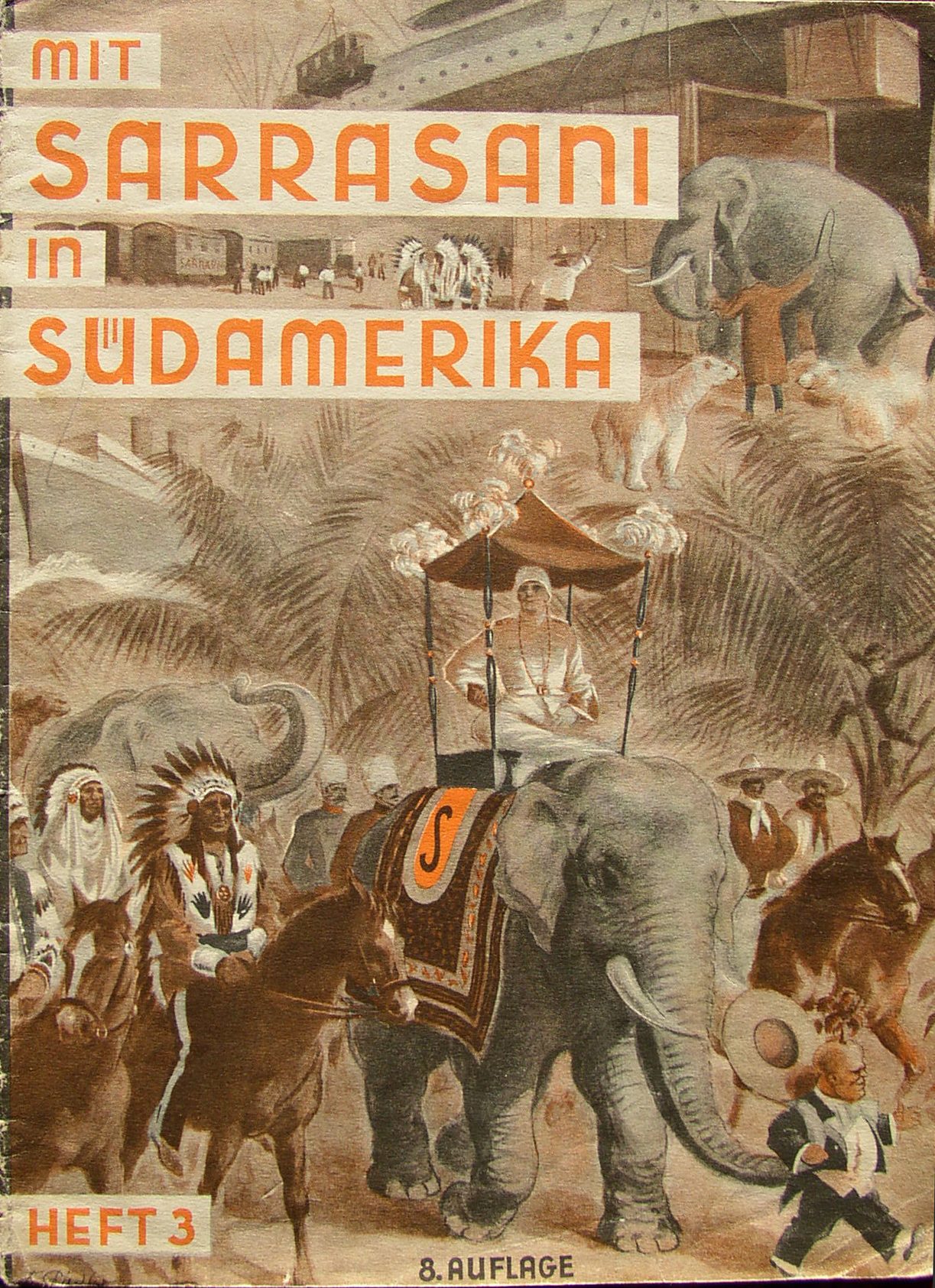
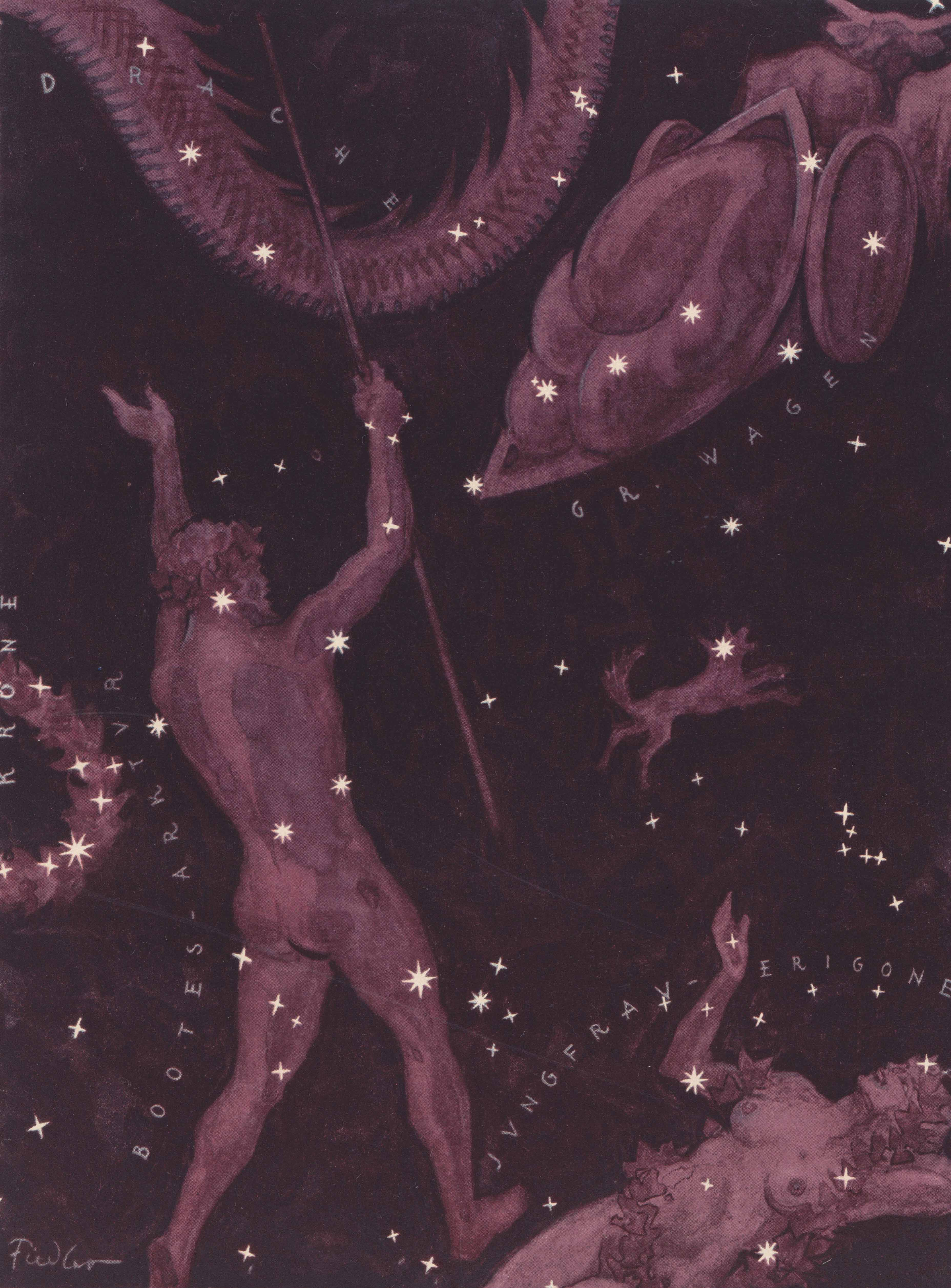
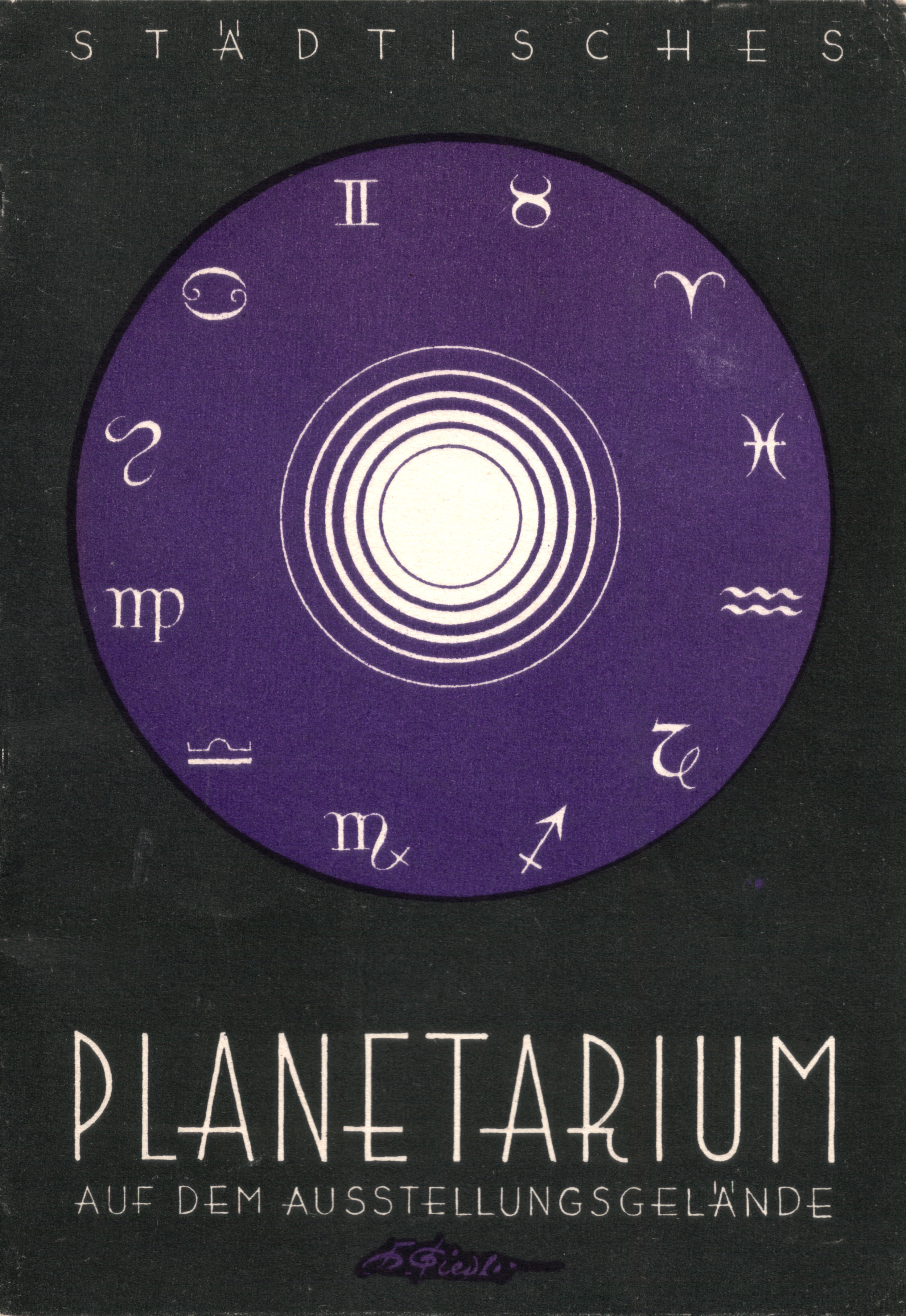
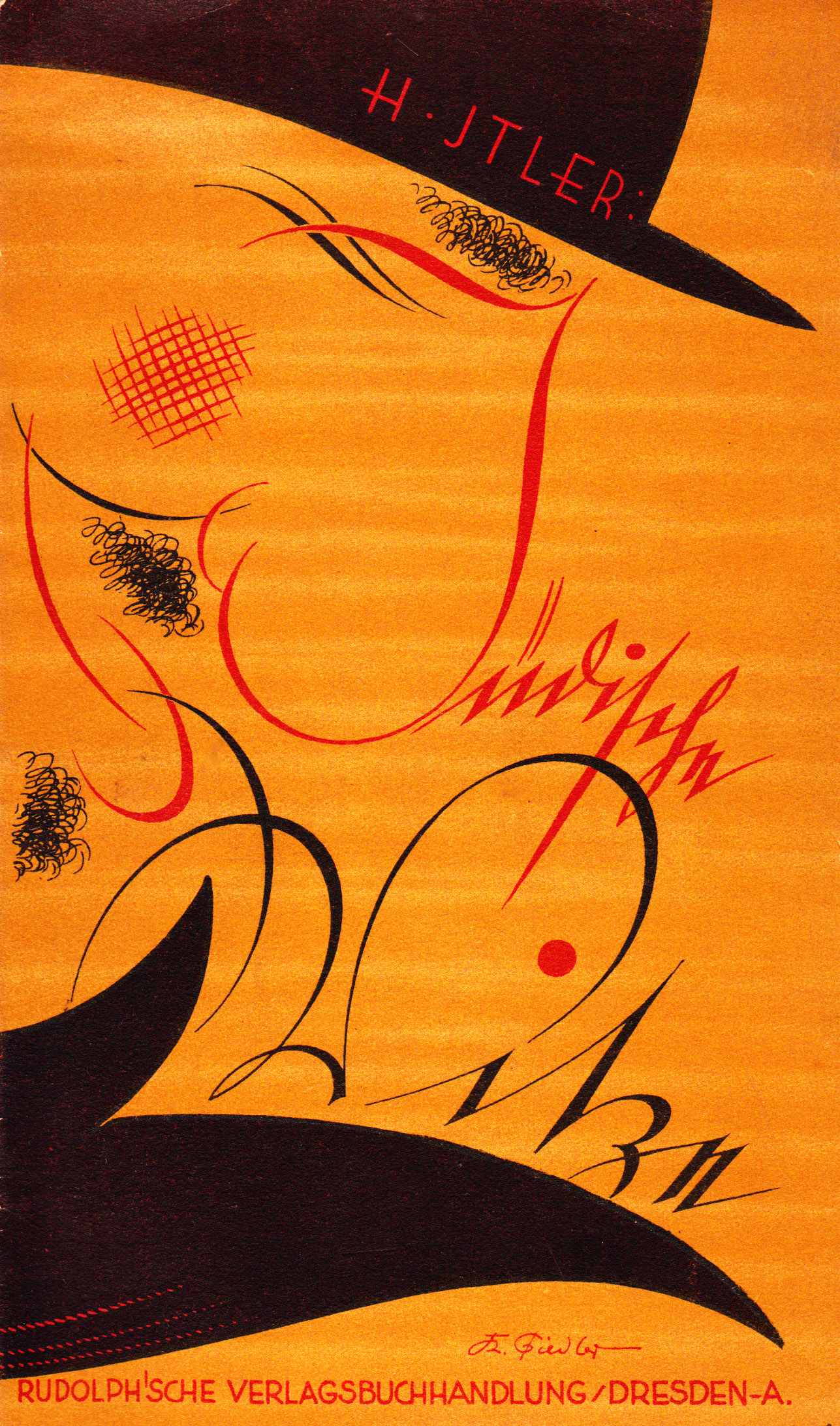
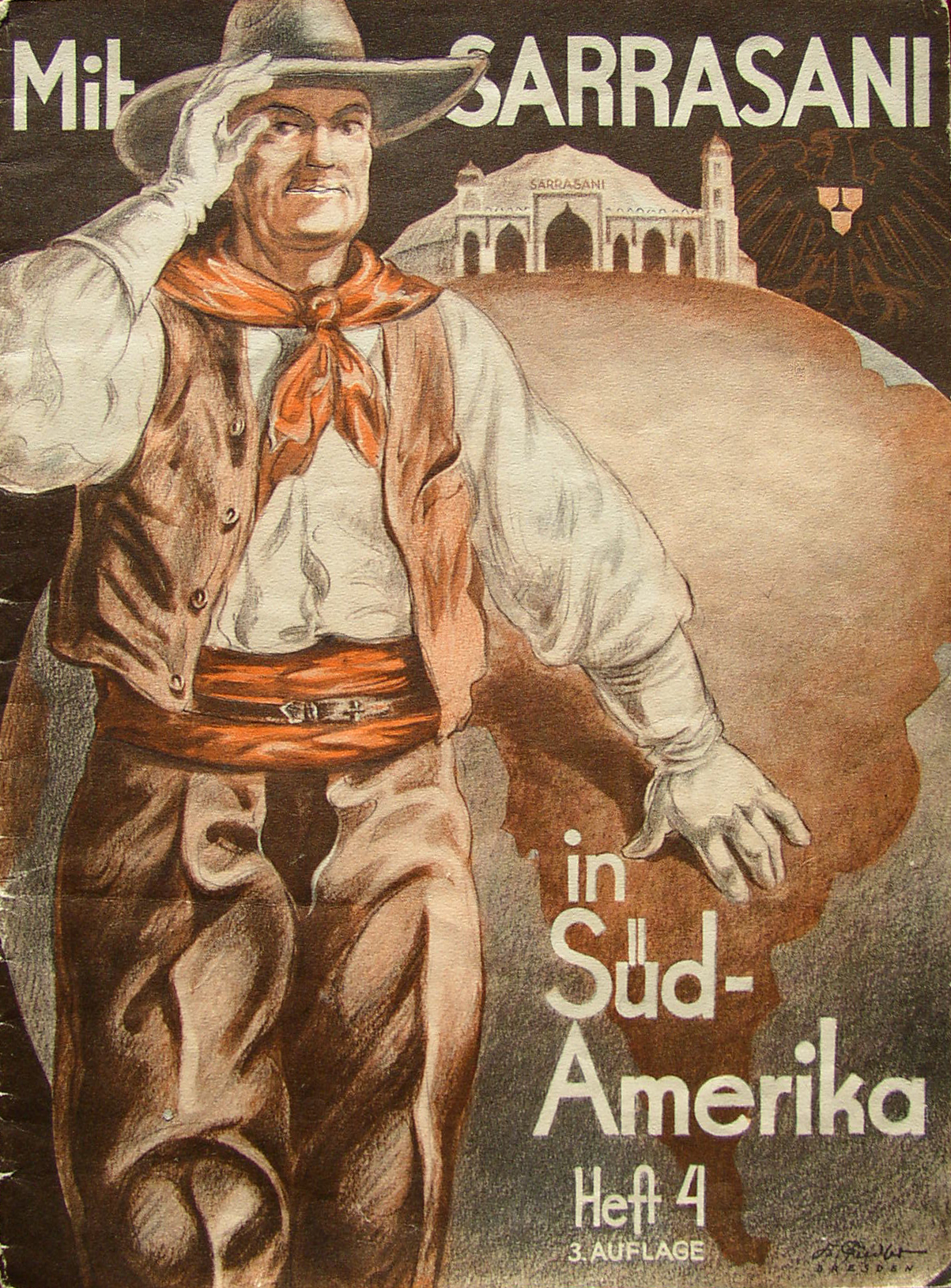